# Peter Winter (Ingenieur)
Peter Winter (* 7. Dezember 1943; † 8. Juli 2019 in Zollikofen) war ein Schweizer Elektrotechniker bzw. Ingenieur, der als Initiator des European Train Control Systems (ETCS) gilt.
Winter studierte Elektrotechnik an der ETH Zürich; „auf dem Gebiet der Leistungselektronik für Eisenbahntriebfahrzeuge“ promovierte er zum Doktor der Technischen Wissenschaften. Von 1984 bis 1999 war er Baudirektor in der Generaldirektion der Schweizerischen Bundesbahnen; von 1986 bis 1990 war er „Gesamtprojektleiter für das Projekt Bahn 2000“. Von 1999 bis 2000 leitete er den „Geschäftsbereich Entwicklung und Technik“ der Schweizerischen Bundesbahnen. Von 2000 bis 2008 war er für die Consultinggruppe der SBB tätig.
Ab 1990 war Winter Präsident der Steuergruppe des European Train Control Systems beim Internationalen Eisenbahnverband. In dieser Funktion wirkte er darauf hin, die ETCS-Spezifikation in die TSI aufzunehmen.
Winter war Lehrbeauftragter am Verkehrswissenschaftlichen Institut der Rheinisch-Westfälischen Technischen Hochschule Aachen. 2007 wurde er von der RWTH und der Technischen Universität Peking zum Honorarprofessor ernannt.
Er starb am 8. Juli 2019 nach längerer Krankheit.

## Publikation (Auswahl)
- Peter Winter: Das Projekt European Train Control System (ETCS) für die künftige einheitliche europäische Zugbeeinflussung. In: Schweizer Eisenbahn-Revue. Nr. 3, März 1994, ISSN 1022-7113, S. 73–78.
- Mit Jens Braband, Paolo de Cicco, Patrick Deutsch, Poul Frosig, Klaus Konrad, Libor Lochman, Dan Mandoc, Harald Reisinger, Bernhard Stamm, Jaime Tamarit und Ekkehard Wendler: Compendium on ERTMS: European Rail Traffic Management System. Eurailpress, 2009. ISBN 978-3777103969